# 夏斌 (生物化学家)
夏斌，北京大学教授、北京核磁共振中心主任兼首席科学家，研究领域为蛋白质结构与功能关系的核磁共振谱学研究、疾病的代谢组学研究和蛋白质的结构基因组学研究等。中国教育部第四批“长江学者”特聘教授。

## 生平
1989年获得北京大学生物系学士学位；
1997年获威斯康辛大學麥迪遜分校博士学位；
1997年至2001年在斯克里普斯研究所从事博士后研究。